# 藍龍
《藍龍》是一款由霧行者與Artoon共同開發的Xbox 360角色扮演遊戲、漫畫以及同名動畫。

## 概要
藍龍於Xbox 360發售前發表開始製作，而豪華的製作人員成為一時佳話。2005年尾的Xbox 360電視廣告中，儘管當時作品還未完成，卻邀請坂口博信及鳥山明介紹遊戲。不但在日本，在美國和歐洲亦非常期待。
除了遊戲，藍龍同時亦推出兩款與遊戲正編不同的漫畫，分別是於週刊少年Jump上連載小畑健的「拉魯Ω古拉德」及月刊少年Jump上連載柴田亞美的「BLUE DRAGON ST」。2007年4月7日至6月30日開始在東京電視台播放第一季電視動畫；第二季於2008年4月5日至2009年3月28日播放。Studio Pierrot製作的藍龍以及2007年4月21日科樂美數碼娛樂發售對戰卡牌遊戲「BLUE DRAGON Role Playing Card Game」等等的跨媒體計劃。2008年11月7日開始在台灣的卡通頻道播出，並聘請藝人小鬼擔任代言人。

### 豪華版及特典
為記念藍龍的發售，與遊戲同日推出遊戲連Xbox 360 核心系統的「Xbox 360 核心系統藍龍豪華版」，價錢與Xbox 360 核心系統同價為29800日元。除了豪華版，還推出限量的初回限定版，內附「鳥山明繪畫可拆式面板」及「遊戲小型模型5個」。在7-Eleven預約定購更附送「飛行艇化妝箱」作為優惠，如果只購買遊戲則附送鼠標墊及Xbox 360面板貼紙。
而為紀念中文版的發售，於香港朗豪坊舉行「Xbox 360《藍龍》塔塔村@朗豪坊」，預訂中文版可獲「《藍龍》珍藏版光刻人物書籤套裝」，首100名預訂更附送限量珍藏版Sound Track及T恤。而在商場內消費，可換領「別注版《藍龍》立體變畫卡」及參加比賽，冠軍可獲主機套裝，遊戲及面板。

## 主要製作人員
- 坂口博信 - 總指揮、製作人、劇本、遊戲設計
- 植松伸夫 - 音樂
- 鳥山明 - 角色設計

## 遊戲系統
符號遭遇戰鬥(シンボルエンカウントバトル)。

## 故事
舞台為曾經擁有魔法及機械技術的古代文明滅亡後的星球，現已忘記文明滅亡的原因。而塔塔村10年前開始，只要紫雲一出現，就會帶來災難。會出現一頭地鮫把村子破壞殆盡。
故事中的三個主角修、吉羅與克露克為了對抗地鮫，展開了一段精采又感人的冒險旅程。

## 登場人物
「聲」為遊戲配音員。

### 主角
修（Shu，聲：井上麻里奈）
16歲。影獸：龍。
父母因為數年前的流行病而死，現在與祖父福西拉一起生活著。手戴著深藍護腕、腳穿著深藍襪子。擁有做什麼事都不死心的性格，心裡喜歡青梅竹馬的朋友克露克。
吉羅（Jiro，聲：宮田幸季）
17歲。影獸：牛頭怪。
修的同班同學、穿著為綠服裝、黑上衣、白長褲等，是個腦筋靈光的慎重派，有自己的父母。
克露克（Kluke，聲：川澄綾子）
16歲。影獸：鳳凰。
修青梅竹馬的朋友，有點大人的性格，頭髮和瞳孔深咖啡、黑洋裝、頭髮上綁著桃紅蝴蝶結。父母在1年前紫雲浮現，地鮫襲擊塔塔村的災禍中身亡，現在一個人生活著。
瑪魯瑪洛（Marumaro，聲：小櫻悅子）
以人類計算約14歲。影獸：劍虎。
說話聲音很大、性格純真、以舞蹈來表現感情的戴比族的少年、句尾都會加個「maro(瑪洛/マロ)」。頭戴著兩支角造型頭套，穿著為粉紅服裝、紅披風、紅鞋子等。最初和修他們對峙，之後成為同伴。有六個弟妹，分別是Marufini、Marupino、Marutora、Marumira、Marumini、Maruponi；至於這六人是否為六胞胎則不詳。
左拉（Zola，聲：桑島法子）
20歲。影獸：殺手蝙幅。
謎團多又冷豔的女劍士，頭戴著印有骷髏頭標誌的黑頭巾。因為被許多人背叛而變得誰也不相信，原本是傭兵，同時是吉普拉魯的劍聖師團長。

### 敵人
奈那（Nene，聲：若本規夫）
年齡不詳。影獸：密邁拉。
住在被紫雲覆蓋的巨大空中基地（空中要塞加雷翁）的老人。能操縱古代機器，擁有比修強的影獸。非常喜歡折磨人。為了要使自己恢復年輕力壯的形態，找了修、吉羅、克露克等人幫忙培養靈魂，想不到這奸惡的詭計卻為自己日後的敗亡種下禍胎。實際是古代文明人的生還者。
戴斯洛（Deathroy，聲：上田祐司）
奈那的寵物，年齡與性別不明。會模仿奈那的腔調。實際上他是古代文明時期被銷毀的生物兵器「戴斯特洛伊(デストロイ)」。
機器將軍薩保（Mecha General Szabo，聲：玄田哲章）
發誓效忠奈那的機器人。

#### 薩保屬下的機器四天王
沈默的塔烏（Silent Ku，聲：風間秀郎）
薩保的手下。
混亂的麥伊（Turbulent Mai，聲：朝倉榮介）
薩保的手下。
熱氣的薩伊（Heat-wave Sai，聲：近藤廣務）
薩保的手下。
怒濤的蓋斯（Raging Kes，聲：大須賀純）
薩保的手下。

### 其他人物
福西拉（Fushira，聲：緒方賢一）
修的祖父，在塔塔村做鐵匠的工作。
吉普拉魯王（King Gibral，聲：浪川大輔）
統治吉普拉魯王國的年輕國王。

## 漫畫
由柴田亞美執筆的漫畫《BLUE DRAGON ST》於2006年12月4日至2007年6月6日在集英社旗下雜誌《月刊少年Jump》連載，漫畫單行本於2007年9月4日發售。

## 外部連結
- 藍龍 官方特別網站（页面存档备份，存于）
- 藍龍 官方攻略網站 Victory Club
- MISTWALKER - 藍龍
- Xbox.com 日本 - 藍龍
- KONAMI - 藍龍 角色扮演卡牌遊戲 官方網站 （页面存档备份，存于）
- BIG SHADOW PROJECT